# Mehdi Bazargan
Mehdi Bazargan (perski: مهدی بازرگان; ur. 1 września 1907 w Bazarganie, zm. 20 stycznia 1995 w Zurychu) – irański inżynier, polityk, premier.

## Życiorys
Był narodowości azerskiej. Był współpracownikiem premiera Mosaddegha i przeciwnikiem szacha Mohammada Rezy Pahlawiego, Mosaddegh mianował Bazargana dyrektorem National Iranian Oil Company. Po 1953, kiedy premier został obalony, Bazargan kilkakrotnie był więziony. W 1963 założył Ruch Wyzwolenia Iranu, którego stał się przywódcą. W 1964 udał się na emigrację do Francji i do kraju powrócił w 1978. W tym samym roku utworzył ugrupowanie polityczne Stowarzyszenie Wolności i Praw Człowieka. W wyniku rewolucji, która obaliła szacha, 4 lutego 1979 stanął na czele Tymczasowego Rządu Rewolucyjnego. W kwietniu pełnił również obowiązki szefa dyplomacji. 6 listopada 1979 podał się do dymisji w proteście przeciwko zajęciu ambasady Stanów Zjednoczonych i był w opozycji wobec Chomejniego. Następnie został wybrany do Islamskiego Zgromadzenia Konsultatywnego. W 1985 odrzucono jego kandydaturę na urząd prezydenta.